# Over the Hills and Far Away (álbum)
Over the Hills and Far Away foi o primeiro EP da banda de symphonic metal Nightwish, lançada em 2001 pelas XIII Bis Records na França, Spinefarm e Drakkar Records na Europa e Century Media Records na América. Foi lançado também na Alemanha um DVD com vídeos de seis músicas do DVD From Wishes to Eternity. É o último trabalho do Nightwish com a participação de Sami Vänskä.
As edições da Drakkar Records, Century e Spinefarm contém mais canções gravadas na apresentação ao vivo em Tampere, Finlândia em 29 de Dezembro de 2000. Estas faixas adicionais podem ser encontradas também no DVD "From Wishes to Eternity".
Em Setembro de 2003, "Over the Hills and Far Away" foi certificado platino duplo na Finlândia, com mais de 20.000 cópias.
A música título do EP é um cover, foi originalmente lançada por Gary Moore em 9 de março de 1987, no álbum Wild Frontier.

## Capa
A capa original do Over the Hills and Far Away pela Spinefarm destaca um mar e várias montanhas geladas junto com uma lua ao fundo, a capa possuía cores brancas e azul claro. A capa da edição lançada pela Drakkar Records destaca uma imagem da banda ao vivo no Brasil, provavelmente em São Paulo, mas foi editada, sendo colocado ao fundo várias montanhas e rochedos.

## Faixas
| N.º            | Título                                                       | Compositor(es) | Duração |  |
| 1.             | "Over the Hills and Far Away" (cover de Gary Moore)          | Moore          | 5:03    |  |
| 2.             | "10th Man Down" (com participação de Tapio Wilska)           | Holopainen     | 5:24    |  |
| 3.             | "Away"                                                       | Holopainen     | 4:34    |  |
| 4.             | "Astral Romance" (regravação com participação de Tony Kakko) | Holopainen     | 5:18    |  |
| Duração total: | Duração total:                                               | Duração total: | 20:19   |  |

## Desempenho nas paradas
| País      | Parada (2001)         | Melhor posição |
| --------- | --------------------- | -------------- |
| Alemanha  | Media Control Charts  | 85             |
| Áustria   | Top 40 Singles        | 54             |
| Finlândia | Finnish Singles Chart | 1              |
| França    | French Singles Chart  | 139            |
| Suíça     | Swiss Top 100 Singles | 79             |
| País      | Parada (2002)         | Melhor posição |
| Finlândia | Finnish Singles Chart | 4              |
| País      | Parada (2004)         | Melhor posição |
| Finlândia | Finnish Singles Chart | 11             |

## Créditos
A seguir estão listados os músicos e técnicos envolvidos na produção do álbum Over the Hills and Far Away:

### A banda
- Tuomas Holopainen – teclado
- Emppu Vuorinen – guitarra
- Tarja Turunen – vocais
- Jukka Nevalainen – bateria, percussão
- Sami Vänskä – baixo

### Músicos convidados
- Tapio Wilska – vocais em "10th Man Down"
- Tony Kakko – vocais em "Astral Romance"

### Produção
- Tero Kinnunen – produção, engenharia de áudio, mixagem
- Mikko Karmila – engenharia de áudio, mixagem
- Mika Jussila – masterização
- Sami Vänskä – foto da capa
- Tomi Laurén – ilustrações

 
|}